# Лень, Виктор Григорьевич
Виктор Григорьевич Лень (1914—1978) — советский художник, график и плакатист; Заслуженный художник РСФСР (1969), председатель ростовского отделения Союза художников СССР в 1948—1960 годах.

## Биография
Родился 27 сентября 1914 года в Ростове-на-Дону в семье рабочего.
Учился в обычной школе, затем школе ФЗО, где приобрел специальность гравёра-хромолитографа и работал в Ростовском областном книжном издательстве, а также городских газетах.
В 1938 году окончил Ростовское художественное училище и поступил в Московский институт имени В. И. Сурикова. Время учёбы пришлось на годы Великой Отечественной войны и Виктор Лень оказался в Самарканде, куда был эвакуирован институт. В конце войны институт вернулся в Москву и Лень продолжил своё обучение, его педагогами были А. В. Лентулов, С. В. Герасимов, В. В. Почиталов, А. А. Деблер, Д. К. Мочальский.
В 1948 вернулся в Ростов и до конца жизни жил в этом городе, выезжая периодически для работы в другие места. В. Г. Лень был участником многих выставок — областных, зональных, республиканских и всесоюзных. В 1973 году состоялась отчетная персональная выставка его произведений в ростовском областном музее изобразительных искусств.
На протяжении многих лет он вёл общественную работу в ростовской организации Союза художников РСФСР, являясь членом правления, избирался и депутатом районного и городского Советов в Ростове-на-Дону, был членом КПСС. Много лет преподавал в Ростовском художественном училище имени М. Б. Грекова.
Умер 7 ноября 1978 года в Ростове-на-Дону.
В сентябре 2014 года в Ростове-на-Дону состоялась выставка, посвященная 100-летию со дня рождения художников Ивана Язева и Виктора Леня.